# دی‌هیدروفولیک اسید
دی‌هیدروفولیک اسید ( باز مزدوج دی هیدروفولات) (DHF) مشتقی از فولیک اسید (ویتامین B۹) است که توسط دی هیدروفولات ردوکتاز به تتراهیدروفولیک اسید تبدیل می شود. از آنجایی که تتراهیدروفولات برای ساخت پورین‌ها و پیریمیدین‌ها مورد نیاز است، که عناصر سازنده DNA و RNA هستند، دی‌هیدروفولات ردوکتاز توسط داروهای مختلف هدف قرار می گیرد تا از سنتز نوکلئیک اسید جلوگیری کند.